# Porter Wagoner

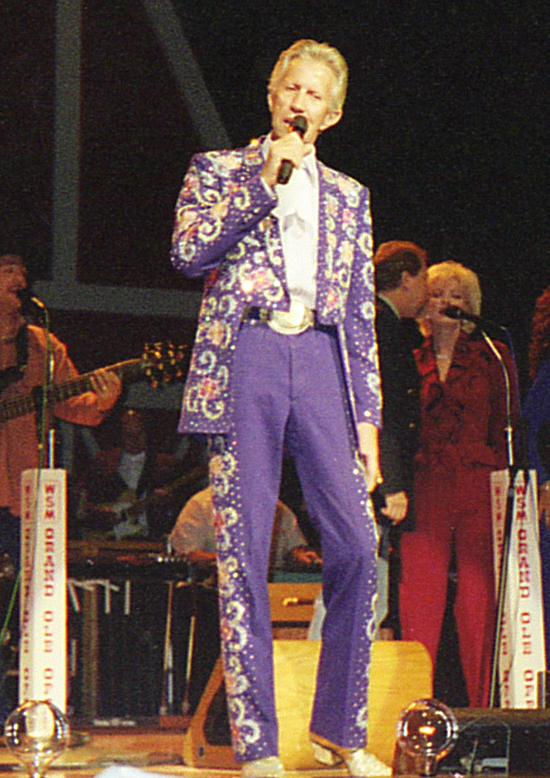
Porter Wagoner in der Grand Ole Opry, 1999

Porter Wayne Wagoner (* 12. August 1927 in West Plains, Missouri; † 28. Oktober 2007 in Nashville, Tennessee) war ein US-amerikanischer Country-Sänger.

## Leben

### Kindheit und Jugend
Porter Wagoner wuchs mit seinen Geschwistern in ärmlichen Verhältnissen auf einer Farm in den Ozark Mountains auf. Die Familie hörte zumeist am Wochenende Countrysender im Radio, am Samstag regelmäßig die Grand Ole Opry aus Nashville. Hin und wieder fuhr die Familie auch zu Country-Unterhaltungsshows in die nahegelegene Stadt West Plains, wo Wagoner unter anderem mehrfach den Bluegrass-Musiker Bill Monroe live sah.
Sein Vater litt an Arthritis und konnte immer schlechter arbeiten. So musste Wagoner bereits als Teenager auf dem Feld helfen. Als dann auch noch der Bruder starb, gab die Familie den Hof auf und zog nach West Plains. Hier verdiente Wagoner in diversen Aushilfsjobs Geld, um die Familie zu unterstützen. Er arbeitete unter anderem als Gehilfe eines Fleisch- und Wurstwarenhändlers. In seiner Freizeit spielte er Country-Songs auf der Gitarre. Sein Chef wurde auf sein Talent aufmerksam, als er bei der Arbeit sang und vermittelte ihn an den lokalen Radiosender KWPM. Bald wurden die Shows seiner ersten Band The Blue Ridge Boys live aus dem Fleischerladen übertragen.

### Die erfolgreichen Jahre
1951 wurde er dann von der größeren Radiostation KWTO in Springfield, Missouri angeheuert. Anfang der 1950er Jahre wurde Red Foley auf das Nachwuchstalent aufmerksam und verschaffte ihm einen Platz in seiner Ozark-Jubilee-Show, die sowohl vom Radio als auch vom Fernsehen übertragen wurde. 1951 wurde RCA auf Wagoner aufmerksam und bot ihm einen Schallplattenvertrag an.
Wagoners erste Singles waren nicht erfolgreich, aber Produzent Steve Sholes bewies Geduld, und so erreichte Wagoner 1954 mit Company's Comin und ein Jahr später mit A Satisfied Mind Top-10-Platzierungen. Weitere Hits folgten; 1957 zog Wagoner nach Nashville, wo er sich im selben Jahr der Grand Ole Opry anschloss. Sein geradliniger Honky Tonk kam an, und er wurde dort bald zu einem der beliebtesten Stars.
Sein Erfolg beim Publikum brachte ihm 1960 eine eigene Fernsehshow ein, die Porter Wagoner Show, die zu einer der beliebtesten Shows der 1960er Jahre und zeitweilig von mehr als hundert Sendern in ganz Nordamerika übertragen wurde. Seine Gesangspartnerin war Norma Jean, die 1967 durch die zu diesem Zeitpunkt noch unbekannte Sängerin Dolly Parton ersetzt wurde. Das Duo hatte augenblicklich Erfolg. 1968 wurden sie bei den CMA Awards unter anderem als „Vocal Duo of the Year“ ausgezeichnet.
Wagoner, dessen Plattenverkäufe seit längerem rückläufig waren, gelangte so wieder in die oberen Bereiche der Country-Charts; Parton, die viele der gemeinsamen Hits schrieb, versuchte sich bald von dem in die Jahre gekommenen Wagoner zu lösen, was in juristischen Streitigkeiten mündete. 1974 kam es zur Trennung, aber einige Jahre lang wurden noch gemeinsame Platten produziert.

### Die Jahre nach dem Erfolg
Während Dolly Parton eine beispiellose Weltkarriere startete, hatte Porter Wagoner ohne seine Gesangspartnerin und Autorin keine Hits mehr. 1981 lief seine Fernsehshow aus, wenig später verlor er seinen Schallplattenvertrag. Der Versuch eines Neuanfangs beim Label Warner Brothers schlug fehl. Mittlerweile hatte er sich als erfolgreicher Geschäftsmann und Investor einen Namen gemacht. Er absolvierte weiterhin Auftritte und war in der Country-Szene hoch geachtet. 2002 wurde er in die Country Music Hall of Fame gewählt.
2007 erschien das von Marty Stuart produzierte Album „Wagonmaster“ auf dem Independent-Label ANTI-Records. Es sollte Wagoners Musik, ähnlich wie das Spätwerk von Johnny Cash, einem jungen, rockorientierten Publikum nahebringen. Noch im Sommer 2007 eröffnete er im Madison Square Garden in New York ein Konzert der White Stripes.
Porter Wagoner starb am 28. Oktober 2007 in Nashville an Lungenkrebs.

## Diskografie (Alben)
- 1956 – Satisfied Mind
- 1956 – Company's Comin'
- 1962 – A Slice Of Life-Songs Happy 'N' Sad
- 1962 – Porter Wagoner & Skeeter Davis Sing Duets
- 1963 – The Porter Wagoner Show
- 1963 – Y'All Come
- 1964 – Porter Wagoner In Person
- 1965 – The Bluegrass Story
- 1965 – Old Log Cabin For Sale
- 1965 – The Thin Man From The Plains
- 1966 – Your Old Love Letters (& Other Country Hits)
- 1966 – Live, On The Road-The Porter Wagoner Show
- 1966 – Confessions Of A Broken Man
- 1966 – I'm Day Dreamin' Tonight
- 1967 – Soul Of A Convict And Other Great Prison Songs
- 1967 – The Cold Hard Facts Of Life
- 1967 – Porter Wagoner Sings Ballads Of Heart & Soul
- 1968 – Just Between You And Me
- 1968 – The Bottom Of The Bottle
- 1968 – Green Green Grass Of Home
- 1968 – Just The Two Of Us
- 1969 – Country Feeling
- 1969 – The Carroll County Accident
- 1969 – Me And My Boys
- 1969 – Always, Always
- 1970 – Howdy, Neighbor, Howdy
- 1970 – You Got-ta Have A License
- 1970 – Once More
- 1971 – Two Of A Kind
- 1971 – Simple As I Am
- 1971 – Porter Wagoner Sings His Own
- 1971 – Blue Moon Of Kentucky
- 1972 – The Right Combination/Burning The Midnight Oil
- 1972 – What Ain't To Be, Just Might Happen
- 1972 – Ballads Of Love
- 1972 – Together Always
- 1972 – Experience Porter Wagoner
- 1973 – We Found It
- 1973 – I'll Keep On Lovin' You
- 1973 – Love And Music
- 1973 – The Farmer
- 1973 – The Silent Kind
- 1974 – Tore Down
- 1974 – Porter 'N' Dolly
- 1974 – Highway Headin' South
- 1975 – Sing Some Love Songs-Porter Wagoner
- 1975 – Say Forever You'll Be Mine
- 1977 – Porter
- 1979 – Porter Wagoner Today
- 1982 – Down Home Country
- 1982 – Porter Wagoner-Natural Wonder
- 2002 – Unplugged
- 2007 – Wagonmaster